# Handzsár

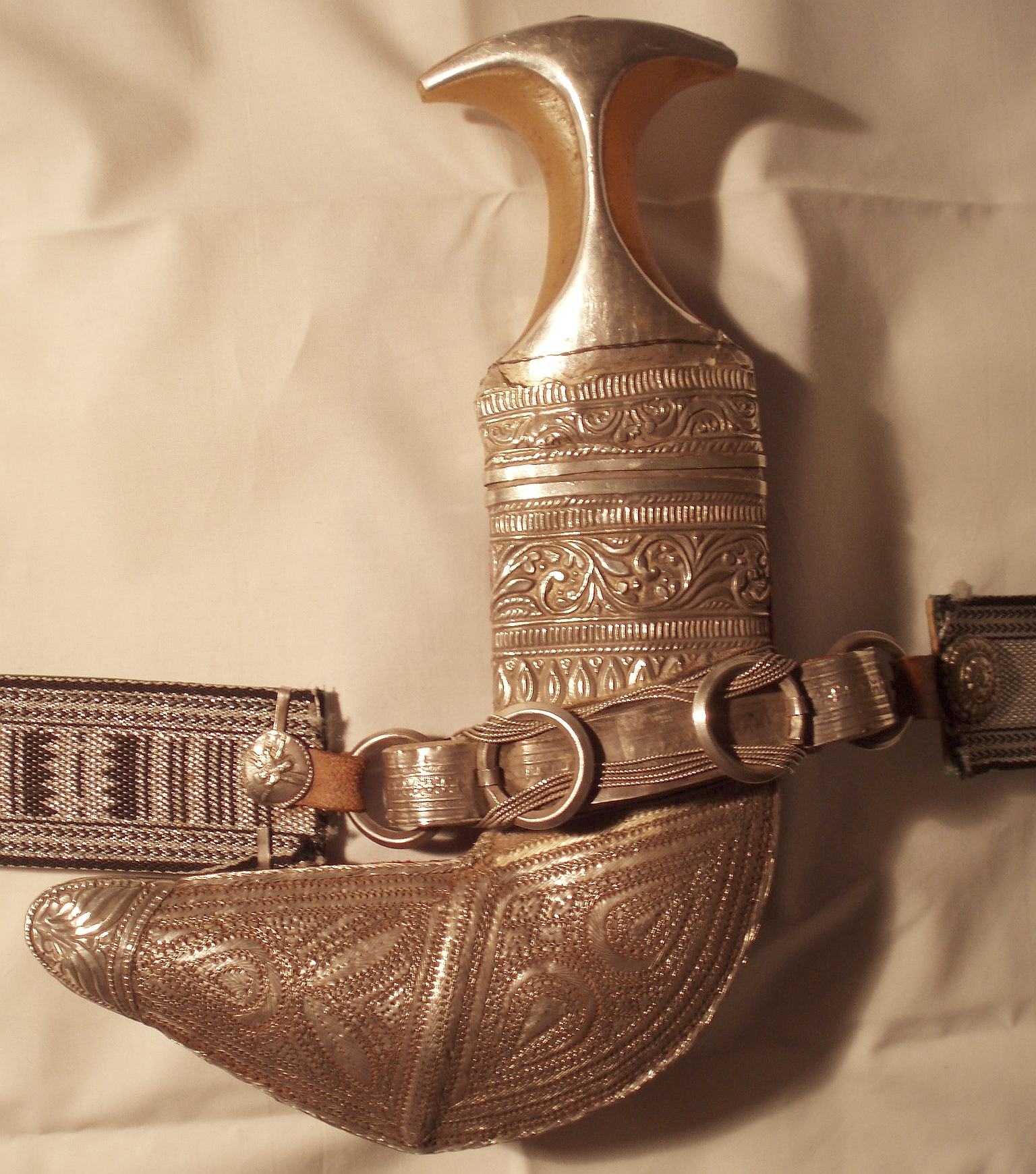
Ománi handzsár, 1924 körül

A handzsár közel-keleti tőr. Régi oszmán-török neve hancar, amit az arab khanjar („tőr”) szóból származtatnak. Modern török neve: hançer.

## Az arab handzsár
Ez egy ívelt pengéjű, rövid szúrófegyver, mely több néven ismert az Arab-félszigeten. Marie-Christine Heinze tanulmánya szerint ezt a jellegzetes ívelt, a markolatnál meglehetősen széles és utána fokozatosan keskenyedő pengével rendelkező tőrt az Arab-félsziget keleti részén (Ománban, az Emirátusokban, Muszkátban, Szaúd-Arábia keleti részén, valamint Sziriában és Irakban) khanjarként (ejtsd: (k)handzsár) ismerik, míg a félsziget nyugati részén (főleg Jemenben és Szaúd-Arábia nyugati tájain) a janbiya (ejtsd: dzsambia vagy dzsanbijja) kifejezést használják erre a fegyverre. Kelet-Jemenben és Nyugat-Ománban a lakosság szinonimaként használja a két szót. Heinze tanulmányában az szerepel, hogy a jemeniek többsége a dzsambiát kimondottan helyi, jemeni kifejezésként tartja számon, míg a handzsár az irodalmi arab nyelv szavaként él a köztudatban.

## Az oszmán-török handzsár
Ez a kézifegyver egy kétélű tőr, melynek hossza 20–30 cm és a többnyire ékesített markolatán soha sincs keresztvas. Vígh István fegyver- és hadtörténész szerint "a kétélű tőrt, az ókori eredetű handzsárt, melynek korabeli elnevezése bicsak volt, a törökök mellett az arab és a kaukázusi területeken is használták." Bánlaky József A magyar nemzet hadtörténelme című műveben a janicsárok fegyverzetének felsorolása közben megemlíti a handzsárt.

## Handzsár és jatagán

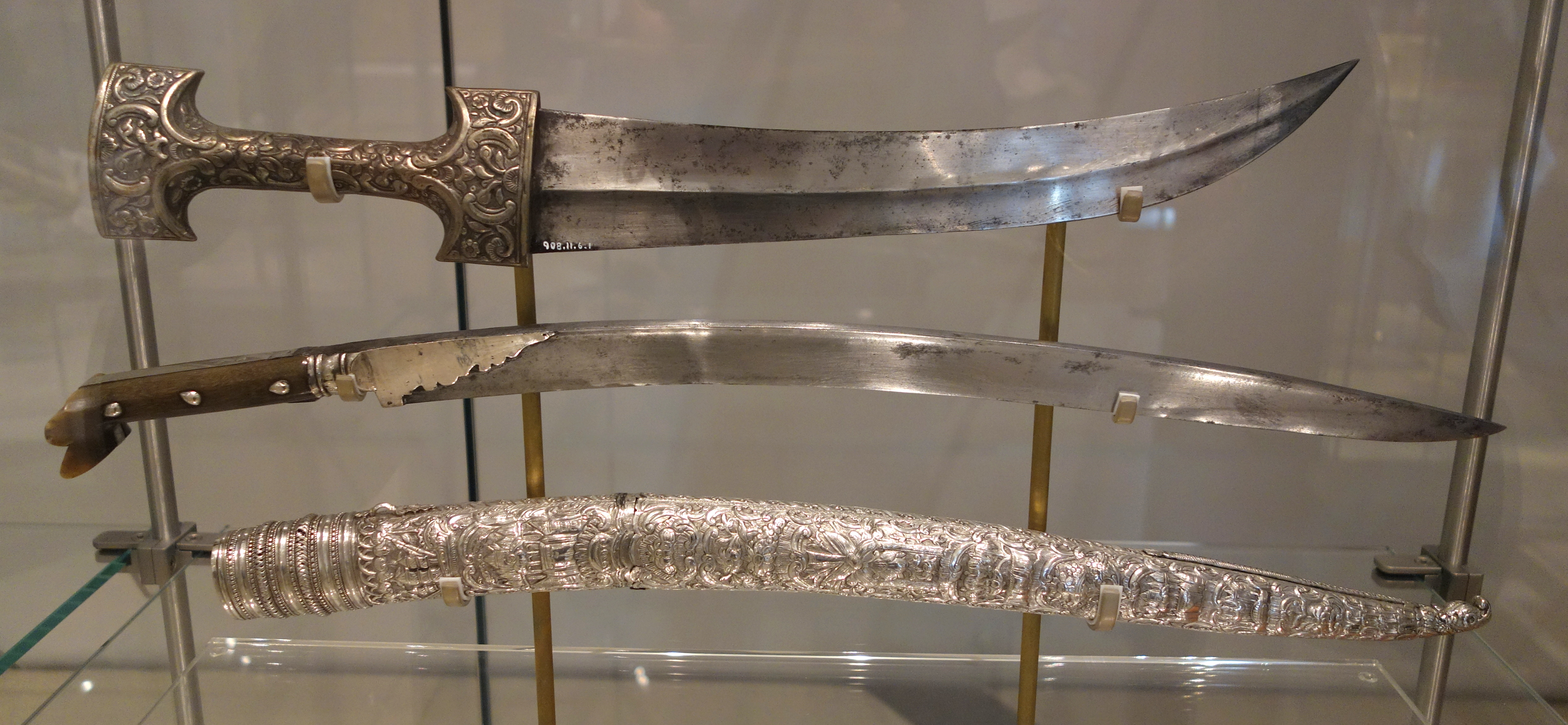
Janbiya és jatagán

"A nyugati és hazai szakirodalom mind a mai napig keveri a jatagán és a handzsár fogalmát. A helyes definíciót Marija Sercer szerint D. J. Freyer és G. C. Stone adták meg: a handzsár ősi arab eredetű szó, és erős, kétélű tőrt jelent, míg a jatagán kora újkori török szó, és hosszú, egyélű késformát takar."

## Handzsár a szépirodalomban
Kemény Zsigmond Két boldog című történeti novellájában Fatime a következőket mondja álmáról Csiaffer basának: „Öveden handzsárod markolata kettétört, ez megaláztatást jelent; gyöngyei lábam elé pergettek, ez könnyeket.”
Bálint Ágnes a Szeleburdi család című regényében írja a naplójába Laci: „Azt a handzsárt akarom megmutatni neki, amelyiknek lócsontból faragták a markolatát. Már egészen megsárgult a csont, de olyan szép fényes, az ember szinte érzi, milyen jó fogás eshet rajta.”

## Handzsár a fantáziairodalomban
A filmekben és játékokban előforduló, közel-keleti jellegű, általában eltúlzottan széles pengéjű szablyákat gyakran handzsárnak nevezik. Tipikus példái a Disney-féle Aladdin rajzfilmekben ábrázolt kardok. Ezeknek általában csak nyomokban van közük valódi, történelmi fegyverekhez.